# Эдвенчур
Эдвенчур (англ. Adventure — «Приключение») — игрушечный[уточнить] кораблик, построенный детьми из Шотландии Олли и Гарри Фергюсон. Был создан в 2017 году в стиле пиратского корабля. 
Стоимость корабля — 40 фунтов стерлингов.
Перед путешествием он был модифицирован и снабжён устройством геолокации и запиской с просьбой способствовать дальнейшему путешествию и информировать семью Фергюсон о находке.
На данный момент[когда?]

 корабль преодолел почти 3000 миль через Атлантический океан за пять месяцев.
В конце апреля 2018 суда в Атлантическом океане оповещены, что у Эдвенчура садятся батарейки.

## Маршрут
Корабль «Эдвенчур» был отправлен в плаванье в мае 2017 году. Первым пунктом маршрута корабля стала Дания, где его нашла местная семья и отправила корабль дальше в плаванье. Затем корабль напоролся на корягу возле Швеции, где его спасла и починила женщина на собственной лодке. После чего «Эдвенчур» добрался до Норвегии, где был замечен научным судном. Спустя некоторое время был обнаружен шведским учебным парусником «Кристиан Радич». Экипаж корабля провёл некоторые реставрационные работы, например, заменил паруса на настоящие из парусовой ткани и отрегулировал баланс игрушечного корабля. Затем команда «Кристиан Радич» доставила Эдвенчур к берегам Кабо-Верде, откуда он начал свое трансатлантическое путешествие.